# ポトリス
ポトリス（英語: Fortress 、朝鮮語: 포트리스）は、韓国のゲームベンチャーが開発したオンラインゲームである。日本ではバンダイゲームベンチャーが運営を行った。
2001年10月5日からサービスが開始されたが、後にポトリス2のサービスが開始されたため、2002年11月18日に終了した。

## 特徴
アクションシューティングゲームポトリスシリーズの第1作となる。
多数の「タンク」から自分が使うタンクを選び、自分の番が来ると20秒の制限時間内に行動して、相手のタンクのエネルギーをゼロにするか、画面外へ落とすかすれば勝利となる。
操作方法やルールがシンプルだったため、低年齢層を中心に人気が出た。

## キャラクター
ポトリスには12種類+隠しキャラ1種類、計13種類の「タンク」と呼ばれるキャラクターが登場し、「タンク」は種別ごとに分かれている。
またそれぞれに通常武器と特殊武器の2種類の武器があり、武器の種類もタンクにより大きく異なる。

### 古典系(Classic Type)
一般に射撃角度が広く、攻撃力が高い。反面エネルギー量が低く、打たれ弱い。また基本的に固有ディレイ値が高め、移動可能な距離が短めである。
カタパルト (Catapult)
古典古代期の投石機のような姿を持つタンク。通称「投石」、「石」、「岩」など。石、火炎石を武器とし、炎に耐性がある。
火炎石は着弾地点に火をつける事ができる。火は時間とともに左右それぞれにある程度広がり、そのまま移動していく。この火に触れると毎秒ダメージがあるが、受けるダメージはカタパルトおよびスーパータンクが1ずつ、ポセイドンが4ずつ、それ以外が2ずつである。なおこの火は雪が降る、あるいは急な坂に当たると消えてしまう。
発射角度は最大の0度～90度。
クロスボウ (Cross Bow)
古典古代、中世期の弩砲のような姿を持つタンク。通称「槍」、「弓」、「矢」など。矢、毒矢を武器とし、毒に耐性がある。
毒矢は当てた相手を毒状態にする事ができ、この状態は途中で特定のアイテムを使って解毒しない限り、残りエネルギーが30%（セコウインドは50%）になるまで続く。ダメージは誰かにターンが回るごとに受けるが、1回に受けるダメージはクロスボウ、デュークタンク、ポセイドン、スーパータンクが20ずつ、それ以外が40ずつである。
発射角度はカタパルトに次ぐ15度～80度。
キャノン (Cannon)
中世期の大砲の姿を持つタンク。通称「大砲」、「キャノ」など。黒玉、赤玉を武器とする。
古典系タンクの中では例外的に発射角度が狭い。25度～45度は全タンク中最低である。

### 近代系(Modern Type)
防御力が高く、エネルギー量もおおよそ平均値である。
キャロットタンク (Carrot Tank)
近・現代の戦車の姿を持つタンク。通称「キャロ」、「にんじん」など。単発弾、三連弾を武器とする。
発射角度は0度～40度。
デュークタンク (Duke Tank)
突撃砲のような姿を持つタンク。通称「公爵」、「デク」、「亀」、「19（じゅうく＝デューク）」など。単発弾、毒ガス弾を武器とし、毒に耐性がある。
発射角度は0度～40度。
マインランダー (Mine Lander)
手榴弾、地雷を武器とする。通称「地雷」、「マイン」など。地雷は地面に設置され、雪が降らない限り敵側はその地雷が見えない。なお、レーザータンクとポセイドンは地雷を踏まない。上から当てればダメージは入る。
地雷によるダメージに耐性がある。
発射角度は5度～40度。

### 現代系(Present Type)
近代系に似ており、防御力・エネルギー量ともに平均値である。射程が長い。
ミサイル (Missile)
ミサイル発射台の姿を持つタンク。通称「ミサ」など。攻撃時は搭載するミサイルが飛んで行く。単発弾、誘導弾を武器とする。
誘導弾は威力も精度も非常に低く、アウトした機体や味方に飛んでいくこともあるが、とどめなどには有効である。
イオンアタッカー、スーパータンクと並び他のタンクより射程が長い。
発射角度は20度～45度。
マルチミサイル (Multi Missile)
装輪装甲車のような姿を持つタンク。通称「マルチ」など。複数のミサイルを同時発射して攻撃する。三連弾、九連弾を武器とする。
発射角度は25度～50度。
スーパータンク (その他) (Super Tank)
キャラクター選択時に「?」（ランダム）を選択した時のみ稀に出現する。通称「レア」、「デブ」（見た目がごついため）など。三連弾、九連誘導弾を武器とする。属性は現代系である。
発射角度は20度～45度。

### 未来系(Future Type)
エネルギー量はおおよそ平均値であり、一般に固有ディレイ値が低めである。また移動可能な距離が長いものが多い。防御力は低く、打たれ弱い。
レーザータンク (Laser Tank)
レーザー砲を武器とする。通称「レザ」など。ホバリングしており、地雷を踏まない。単発弾、三連弾を武器とする。
セコウインドと並んで、移動可能な距離が全キャラクター中最も長い。
発射角度は5度～36度。
イオンアタッカー (Ion Attacker)
単発弾、衛星レーザーを武器とする。通称「衛星」など。特殊弾の衛星レーザーは着弾点の真上に人工衛星が出現し、そこからレーザービームを照射する。
全タンク中もっとも防御力が低い。またミサイル、スーパータンクと並び他のタンクより射程が長い。
発射角度は20度～55度。
セコウインド (Secwind)
光輪を武器とする。多脚の外見のため、通称「タコ」などと呼ばれる。単発弾、二連弾を武器とする。
他のタンクはライフ残量が30%以下になると赤ゲージとなるが、このタンクは50%以下で赤ゲージとなる。この状態になると「怒り状態」となり、タンク・弾にエフェクトが追加され、攻撃力が50%、地形破壊力が15%上昇する。
レーザータンクと並んで、移動可能な距離が全キャラクター中最も長い。
各行動で溜まるディレイ値が全タンク中最小である。
発射角度は0度～40度。
ポセイドン (Poseidon)
水の塊を武器とする。通称「カエル」など。ホバリングしており、地雷を踏まない。水弾、紫水弾を武器とし、毒に耐性がある。
雪が降ると攻撃力が上がる（+25%）。
特殊弾はヒットすると2ターンの間移動ができなくなる。相手の角度を崩す場合に使われることが多い。通称「汚水、トン水」とも呼ばれる。
発射角度は15度～50度。

## アイテム
ゲーム開始前にアイテムを購入しておくと、ゲーム中に購入したアイテムを使用できる。アイテムには体力回復や攻撃力をアップさせるものから相手を妨害するようなものまで、全36種類がある。

### 回復系アイテム
回復系アイテムにはカプセル、ミサイルの両方が存在する。カプセル扱いのものは使用者自身にのみ影響し、ミサイル扱いのものは落下地点周辺の複数のタンクに影響する。
ADDITIONAL ENERGY 1
タンクのエネルギーを、最大エネルギーの20%ぶん回復させる。なお使用後に攻撃する事が可能である。
ADDITIONAL ENERGY 2
タンクのエネルギーを、最大エネルギーの40%ぶん回復させる。
ENERGY MISSILE
このミサイルが落ちた地点の周辺にいるタンクのエネルギーを、最大エネルギーの30%ぶん回復させる。DOUBLE FIREと組み合わせての使用が可能。
TEAM ENERGY
使用者と同じチームのタンクのエネルギーを、最大エネルギーの20%ぶん回復させる。
SHIELD
攻撃を一度だけ防ぐ事のできるバリアを張る。
SHIELD MISSILE
このミサイルが落ちた地点の周辺にいるタンクに、攻撃を一度だけ防ぐ事のできるバリアを張る。
TRANS PARENT
透明になり、相手チームに自分のタンクが見えなくなる。自チーム内では半透明という形で見える。なお、一度攻撃を受けると透明状態は解除され、相手チームにも通常通り見えるようになる。
TYPE A DETOX
各種妨害ミサイルによる妨害効果を無効化する。このミサイルではタンクに関するもので、ANGLE LOCK(角度調整不能)、MOVEMENT LOCK(移動不能)、OVER POWER(パワー調節不能)の各効果を無効化する。
TYPE B DETOX
各種妨害ミサイルによる妨害効果を無効化する。このミサイルではステージ(プレイヤーの画面に影響する)に関するもので、REVERSE SCREEN(画面反転)、VERTIGO MISSILE(画面が波打つ)、ILLUSION MISSILE(全てのタンクが自分のタンクに見える)、FOG MISSILE(霧発生)の各効果を無効化する。
TYPE C DETOX
各種妨害ミサイルによる妨害効果を無効化する。このミサイルは上記TYPE A DETOX、TYPE B DETOXの両方の効果を併せ持ち、全ての妨害効果を無効化する。
ANTIDOTE
クロスボウの毒矢攻撃による毒を解毒する。

### 妨害系アイテム
妨害系アイテムは全種ミサイル扱いであり、効果は落下地点周辺の複数のタンクに影響する。
ANGLE LOCK
このミサイルが落ちた地点の周辺にいるタンクを、3ターンの間角度調整ができない状態にする。
MOVEMENT LOCK
このミサイルが落ちた地点の周辺にいるタンクを、3ターンの間移動不能状態にする。作用はポセイドンの特殊弾と同様である(ただし、効果はこちらの方が1ターン分長い)。
OVER POWER
このミサイルが落ちた地点の周辺にいるタンクのパワー調節ゲージのスタート地点を、3ターンの間中央からにする。なお受けた側は、パワー調節を開始するまで通常通りの見た目のままである。
REVERSE SCREEN
このミサイルが落ちた地点の周辺にいるタンクのプレイヤーの画面を、3ターンの間上下反転させる。
VERTIGO MISSILE
このミサイルが落ちた地点の周辺にいるタンクのプレイヤーの画面を、4ターンの間波打たせる。
ILLUSION MISSILE
このミサイルが落ちた地点の周辺にいるタンクのプレイヤーの画面で、4ターンの間全てのタンクが自分のタンクに見える。
FOG MISSILE
このミサイルが落ちた地点の周辺にいるタンクのプレイヤーの画面で、3ターンの間霧を発生させる。

### 能力アップ系アイテム
能力アップ系アイテムもカプセル、ミサイルの両方が存在する。カプセル扱いのものは使用者自身にのみ影響し、ミサイル扱いのものは落下地点周辺の複数のタンクに影響する。
FIRE
ミサイル扱いで、落ちた地点に火炎が発生する。作用はカタパルトの特殊弾と同様である。なおポセイドンでこれを使用しても無効となる。DOUBLE FIREと組み合わせての使用が可能。
POISON CLOUD
ミサイル扱いで、落ちた地点に毒ガス雲を発生させる。作用はデュークタンクの特殊弾と同様である。DOUBLE FIREと組み合わせての使用が可能。
MOVE UP
使用したタンクの移動力を、5ターンの間2倍にする。移動ディレイの加算も2倍となる。
DOUBLE FIRE
使用したタンクは同じパワーと角度で砲弾を2連射できる。アイテム選択直後にパスし、次のターンで他の一部アイテムと効果を組み合わせて使う事もできる。
POWER UP
使用したタンクの砲弾の破壊力が50%増幅される。作用は砲弾が火柱を通過した状態と同様である。DOUBLE FIREと組み合わせての使用が可能。
SUMMONING MISSILE
このミサイルが落ちた地点の周辺にいるタンクを、使用者がいる場所に移動させる。
TELEPORT MISSILE
このミサイルが落ちた地点に、使用者のタンクが移動する。
ION MISSILE
このミサイルが落ちた地点に、真上から衛星レーザーが照射される。作用はイオンアタッカーの特殊弾と同様である。DOUBLE FIREと組み合わせての使用が可能。

### 環境系アイテム
環境系アイテムもカプセル、ミサイルの両方が存在する。カプセル扱いのものは使用者自身にのみ影響し、ミサイル扱いのものは落下地点周辺の複数のタンクに影響する。
POWER TORNADO
ミサイル扱いで、落ちた地点に火柱を発生させる。火柱を通過した砲弾はその破壊力が50%増幅される。
POWERUP MISSILE
POWER UPのミサイル版で、このミサイルが落ちた地点の周辺にいるタンクの砲弾の破壊力を50%増幅させる。
SNOW FALL
このアイテムを使用すると、ステージに雪を降らせる事ができる。
WIND DIRECTION
このアイテムを使用すると、風力はそのままで風向きを反対方向に変える事ができる。
GENERATE FOG
このアイテムを使用すると、ステージに霧を発生させる事ができる。
TORNADO MISSILE
ミサイル扱いで、落ちた地点に竜巻を発生させる。効果は2ターンである。
VIA TORNADO
このアイテムを使用すると、直後に撃った砲弾が竜巻を通過するようになる。竜巻を通過した砲弾はその破壊力が50%増幅される。DOUBLE FIREと組み合わせての使用が可能。
FOG LIGHT
使用者と同じチームの霧状態を無効化する。相手チームには使用した事が分からない。なお使用後に攻撃する事が可能である。
WIRE TAP
このアイテムを使用すると、使用者と同じチームで、相手チームのチームチャットを見る事ができるようになる。なお使用後に攻撃する事が可能である。
STEAL ITEM
このアイテムを使用すると、その次のターンでアイテムを使用したタンクからそのアイテムを奪い、効果を無効化する事ができる。